# Calciècies
Les Calciècies grec antic: Χαλκιοίκια, llatí: Chalcioecia eren un festival anyal que celebraven els espartans en honor d'Atena Calciecos ('de la casa de bronze').
Els joves desfilaven per l'ocasió amb tot el seu armament complet fins al temple de la deessa; els èfors no entraven al temple, però havien de prendre part en els sacrificis.